# Diga di Ferpècle
La diga di Ferpècle è una diga ad arco situata in Svizzera, nel Canton Vallese, nel comune di Evolène.

## Descrizione
Ha un'altezza di 28 metri e il coronamento è lungo 91 metri. Il volume della diga è di 6.000 metri cubi.
Il lago creato dallo sbarramento ha un volume massimo di 0,1 milioni di metri cubi, una lunghezza di 100 metri e un'altitudine massima di 1895 m s.l.m. Lo sfioratore ha una capacità di 25 metri cubi al secondo.
Le acque del lago vengono sfruttate dall'azienda Grande Dixence SA di Sion che sfrutta anche le acque della diga della Grande Dixence.